# 2019年埃塞俄比亞未遂政變

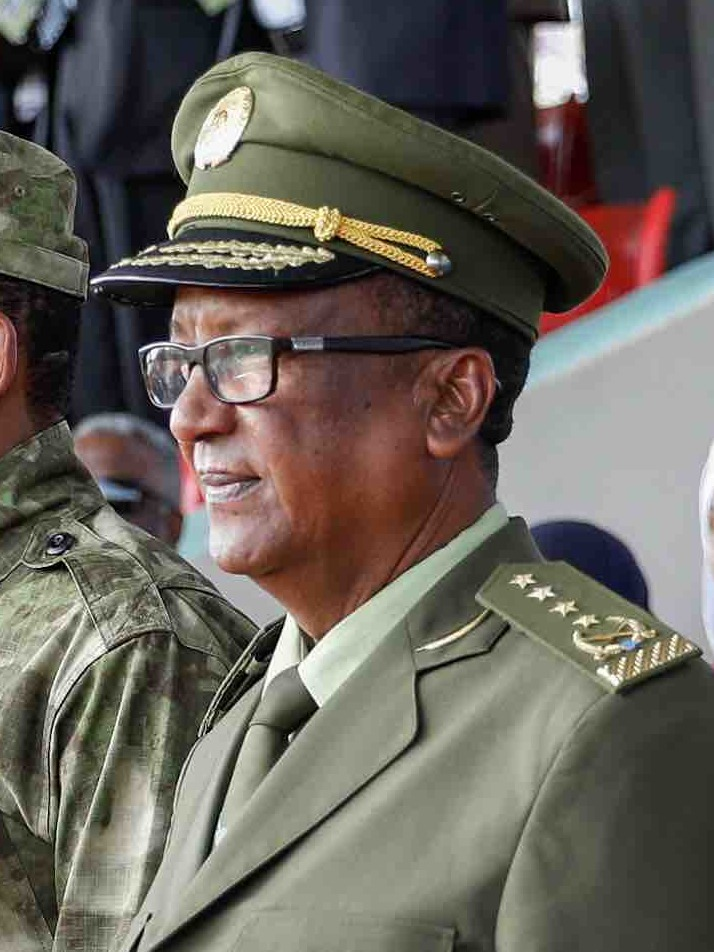
在此次政变中被暗杀的埃塞俄比亚国防军总参谋长塞拉·梅孔嫩

2019年埃塞俄比亞未遂政變（或稱2019年阿姆哈拉州未遂政變）發生在6月22日，埃塞俄比亞阿姆哈拉州安全部隊的派系發動政變，意圖推翻州政府。政變造成阿姆哈拉州州長阿姆巴切夫·梅孔嫩被行刺。一名傾向支持阿姆哈拉州民族主義的保鏢暗殺了埃塞俄比亞國防軍總參謀長塞拉·梅孔嫩和參謀長侍從官吉召·阿貝拉。總理辦公室指控阿姆哈拉州安全部隊領袖阿薩米紐·齊格准將策劃此次政變，其最終被殺。

## 背景
埃塞俄比亞歷史上已經發生過多場種族衝突，因此埃塞在1995年實施新憲法，實行民族聯邦制，以岩哈拉人為主的阿姆哈拉州正式成立。至於曾是沃洛省和貝格姆德勒省之下的傳統行政區沃爾凱特和拉亞阿澤伯則加入了提格雷州，而此兩處亦經常發生涉及岩哈拉人的衝突。
埃塞俄比亚人民革命民主阵线（簡稱EPRDF）和阿姆哈拉民族民主運動（簡稱ANDM，後改稱阿姆哈拉民主黨 ADP）被指「懲罰岩哈拉人而非代表他們」。
即使出現這些不滿和抱怨，阿姆哈拉民族主義在革命民主前線的近20年領導下，仍舊維持著一個微小的力量。阿姆哈拉的政治精英則繼續對泛埃塞俄比亞民族主義抱有希望，且在很大程度上拒絕了民族自我認同。而在2005年埃塞俄比亞大選中可見，阿姆哈拉的選民壓倒性支持實行泛埃塞主義政綱的團結與民主聯盟和聯合埃塞俄比亞民主力量。不過自2010年代中期開始，阿姆哈拉民族主義情緒迅速膨脹，阿姆哈拉民族運動（National Movement of Amhara，簡稱NaMA）等的政黨在該時期開始創立，並在2016年和2017年的大規模騷亂間獲得大量支持。阿比·艾哈邁德的當選意味提格雷人民解放阵线正走下坡，並鼓勵阿姆哈拉民族主義者推動「重奪失去之地」（包括沃爾凱特和拉亞阿澤伯）。不過在提格雷州長德布雷齊翁·格布雷邁克爾的強硬領導下，他們的願望往往不能成真。
2019年3月，阿姆哈拉州長格杜·安達爾加丘突然辭職，並沒有表明任何原因，只是在告別演說中警告「狹隘的民族主義」的危險性正上升。安達爾加丘的接班人阿姆巴切夫·梅孔嫩被觀察員形容是一名更願意接受民族主義者的州長。另一方面，阿姆巴切夫任命阿薩米紐·齊格為阿姆哈拉州安全部隊的領袖，阿薩米紐是一名已退休的將軍，更曾經是政治犯，並與阿姆哈拉民族主義民兵組織和阿姆哈拉民主黨的青年翼有聯繫。同年6月，阿薩米紐在安全部隊新成員的畢業典禮中發表講話，內容被指具「煽動性」，全部都是與民族主義有關，更呼籲阿姆哈拉人武裝起來。

## 經過
6月22日清晨時分，阿姆哈拉州首府巴赫達爾傳出槍聲。根據德国之声的報導，目擊者聲稱見到和聽到阿姆哈拉州警察總部、州議會辦公室和州政府中心發生爆炸。此後不久，包括美國駐阿迪斯阿貝巴大使館人員在內等人都報告指亞的斯亞貝巴傳出槍聲。總理辦公室的聲明指出一隊隸屬阿薩米紐·齊格的「暗殺隊」闖進州政府的內閣會議並開火。據路透社指出，該次會議的議程包括討論阿薩米紐計劃公開招募民族民兵所造成的憂慮。
6月23日午夜，總理阿比·艾哈邁德公佈埃塞俄比亞國防軍參謀長塞拉·梅孔嫩遭到「隨行人員」所襲擊。早上，人民聲音電台報導指塞拉和他的助手吉召·阿貝拉傷重身亡。阿姆哈拉大眾傳媒機構同樣報道指阿姆哈拉州州長阿姆巴切夫·梅孔嫩和他的顧問埃澤茲·瓦西埃（Ezez Wassie）被殺。阿姆哈拉州總檢察長梅巴魯·克貝德（Megbaru Kebede）在政變陰謀中重傷，翌日身亡。
6月24日，阿薩米紐在逃36小時後，官媒證實其在巴赫達爾附近被警方槍斃，至於部分同謀則仍被拘留。

## 後續與回應
政變未遂後，全國的網絡服務在一個月內第二次被封鎖，封鎖維持了兩日，但官方未有作任何解釋。國內大部分地方都在政變後翌日下半旗致哀，悼念被殺的政府高級官員。
總理阿比呼籲全國團結對抗「惡勢力」。美國駐阿迪斯阿貝巴大使館呼籲美國公民留在安全地方。全球多國領袖譴責此次政變陰謀。